# 北伊丹
北伊丹（きたいたみ）は、兵庫県伊丹市の地名。現行の行政地名は北伊丹一丁目から北伊丹九丁目。住居表示は未実施(地番整理済み)。
本項では、北伊丹1〜9丁目とその周辺の旧称である大字北村（きたむら）についても解説する。

## 地理
伊丹市北部、旧川辺郡伊丹町大字北村の一部。北を川西市久代、北東を川西市東久代、東を伊丹市下河原、南東を北河原、南を北本町、南西の一点で春日丘、西を北園、北西を鋳物師と接し、東の一点では中村とも接している。
町内全域が伊丹市立緑丘小学校および東中学校の校区に属する。

### 地名の由来
伊丹市の北部に当たることと、旧大字の「北村」から「北」を取っての命名とされる。市名の由来となった市中心部の伊丹とは隣接しておらず、また当地が大字伊丹の一部だったことはない。

## 歴史
かつては摂津国川辺郡北村と呼ばれた地域で、江戸時代には伊丹郷町から多田神社（川西市）に至る多田街道の中継点として賑わった。北村や西隣の大鹿は北隣の久代と猪名川の水利権を巡って何度も争いがあり、寛文13年（1673年）に裁許された境界が現在も伊丹市と川西市の市境になっている。
1889年（明治22年）の町村制施行に伴い、北村は近隣の大鹿や北河原と共に伊丹町へ編入され伊丹町大字北村となる。明治期はブドウの栽培が盛んであった。1931年（昭和6年）に緑ケ丘土地建物が、また1933年（昭和8年）から1934年（昭和9年）には阪急電鉄が北村の土地をそれぞれ住宅地として売り出している。1934年には大阪の松谷商店（現松谷化学工業）が工場を開設し、その後も1939年（昭和14年）に大阪機工（現・ニデックオーケーケー）、1942年に千代田光学精光（現コニカミノルタ）が相次いで北村に工場を開設した。1944年（昭和19年）、国鉄福知山線北伊丹駅が開業する。
1962年（昭和37年）に緑ケ丘1〜7丁目が住居表示を実施した後、1966年（昭和44年）には春日丘1〜6丁目、1971年（昭和46年）には北伊丹1〜9丁目・北園1〜3丁目・鋳物師1〜5丁目、1973年（昭和48年）には高台1〜5丁目が住居表示を実施する。最後まで大字北村に残った地域は1975年（昭和50年）に清水1〜4丁目へ編入され、大字北村は消滅した。ただし、現在も北伊丹・北園・緑ケ丘・春日丘・鋳物師・高台の6町丁を指す総称として「北村地区」が使用されている。

## 交通
鉄道
- JR西日本福知山線
  - 北伊丹駅 - 駅舎の北半分は川西市東久代1丁目にまたがっている。

道路
国道171号線が町内を横断し、町の西側を県道13号線（産業道路）が走っており、北伊丹と鋳物師・北園の境界点が北村交差点となっている。伊丹市バスでは北伊丹、松谷化学前、日水前などの、また伊丹市バスと阪急バスが同じ場所に北村西口、辻村などの停留所を設置している。

## 施設
- 西猪名公園[5]
- 伊丹市共同利用施設北伊丹センター
- 北伊丹郵便局
- ヤマダ電機テックランド北伊丹店
- エディオン伊丹店
- 松谷化学工業本社工場
- ニデックオーケーケー本社工場
- ユニ・チャームペットケア伊丹工場
- ダイハツ工業サービス部
- 日水物流伊丹物流センター
- ヤマト運輸北伊丹センター
- 教善寺